# 볼로디미르 졸킨
볼로디미르 올렉산드로비치 졸킨(우크라이나어: Володимир Олександрович Золкін, 1981년생)은 키이우에 거주하는 우크라이나 언론인, 유튜버 및 활동가이다. 그는 2022년 러시아의 우크라이나 침공 이후인 2022년 3월 18일부터 자신의 유튜브 채널에서 포로들을 인터뷰하며 명성을 얻었다.
"러시아 포로들은 인터뷰와 방송에 동의했는지 확인한 다음, 군 경력과 포로가 된 경위, 전쟁에 대한 생각을 진술하도록 요청받습니다." [ . . . ] "포로들은 집에서 가족과 친구들에게 전화할 수 있습니다. 졸킨은 포로된 병사들의 어머니들이 아들들이 전쟁의 진실에 대해 말하는 것을 진정으로 들을 것이라는 이유에서 그렇게 하고 있습니다."
졸킨은 또한 우크라이나에 파병된 친척들에 대한 소식을 러시아인들에게 독립적으로 전화하여 알리고, 러시아 국가의 전쟁에 대한 허위 정보에 맞서 싸우려고 노력한다. 그는 러시아인들이 자신과 찾고 있는 실종된 병사들의 정보를 남길 수 있는 서비스인 내 사람을 찾아라를 통해 가족의 연락처를 얻는다. 졸킨은 요청을 전선에서 온 사진과 영상과 일치시킨다.
졸킨의 영상은 서방 언론에서 널리 인용되고 칭찬받았지만, 변호사들은 그가 포로를 인터넷에 공개함으로써 제3차 제네바 협약을 위반하고 있다고 주장했다. 졸킨은 이를 부인한다.